# Церква Воскресіння Господа нашого Ісуса Христа (Винники)
Церква Воскресіння Господа нашого Ісуса Христа — чинна церква в місті Винники. Парафія належить до Львівської архиєпархії УГКЦ.

## Історія

### Давня історія
Перша згадка датується 1515 р.
Опис церкви о. Миколою Шадурським від 3 лютого 1765 р. «… винниківська церква була збудована з соснового гибльованого дерева на дубових підвалинах, вкрита гонтами, всередині з підлогою з тертиць укладаною. Над її навою здіймався один чотирибічний верх.».
1578 р. священник Винників сплачував 1 золотий податку.

1810 р. цісарсько-королівське будівельне управління виготовило проект на будівництво нового мурованого храму.

1813 р. декретом намісника Галичини будівництво церкви було зупинене (розібрали).

1815 р розібрали стару дерев'яну дзвіницю.

1816 р. новопоставлений галицький митрополит Михайло Левицький зобов'язав громаду продовжити будівництво.

1827 р. церква Воскресіння Господнього вже хилилася до упадку.

1842 р. освячення нового мурованого храму. Архітектура церкви витримана в класичному стилі.
1890 р. доглядач парафії о. Гірняк Григорій
1894 р. — 1945 р.- парох парафії о. Гірняк Григорій

### ХХ століття
1903 р. — встановлений різьблений і позолочений чотириярусний іконостас рядової побудови (роботи Юліяна Макаревича, Модеста Сосенка та Антона Манастирського).
1911 — встановлення в церкві пам'ятна таблиця з написом: «1811- 1911. Памяти о. Маркіяна Шашкевича поета подвижника і вістника відродження Галицької України-Руси. Винницкі українці».
1925 — мурована стінна дзвіниця з оригінальним балконом і кованими ґратками в центральному арковому прорізі для дзвону. Проект Олександра Лушпинського.
1930-і рр. - орнаментальні розписи стін у церкві (неодноразово поновлені і доповнені постатями святих)
На початку XXI ст. розписи замалювали під час ремонту церкви.
1938 р. (весна) — до 950-ліття Хрещення Русі-України встановлено та освячено Хрест місійний у церкві Воскресіння перед Пасхою (на урочистостях був Митрополит Андрей Шептицький, це була остання візитація Митрополита до Винник). У 1992 р. (у Великий Четвер) Хрест перенесли на цвинтар, а пізніше — біля будови церкви свв. Володимира і Ольги.
З 1940 р. до арешту в 1946 р. парохом був Антін Поточняк, який не прийняв "московського" православ'я.
31 жовтня 1945 р. приїзд до церкви о. Григорія Костельника, що схиляв до переходу громади до РПЦ.
1959 -1986 р. — парох о.Баран Петро Семенович
1986-2001 – настоятель храму о. Михайло Романишин  (від грудня 1989 р. до 2001 р. у церкві богослужіння відбувалися почергово — для греко-католиків і православних)
1989 — відновлення винниківської греко-католицької громади (о. Петро Паньків).

1990 р.−перша святкова літургія на Різдво (7 січня 1990 р.).

### ХХІ століття
2005 р. біля церкви, у парку, була встановлена і освячена фігура Божої Матері
10 червня 2012 р — приїзд Високопреосвященного Владика Ігора — Архієпископ і Митрополит Львівський(з нагоди святкування 170-ї річниці посвячення храму Воскресіння Господнього).
7 грудня 2014 р.  відвідав парафію Воскресіння ГНІХ Преосвященний владика Венедикт, Єпископ-помічник Львівської архієпархії. Під час візиту єпископ привітав з 60-літтям мецената парафії, Богдана Голіяна і вручив йому грамоту. Щиру подяку владиці склав адміністратор храму о. Петро Паньків..
4 вересня 2015 р. владика Венедикт, Єпископ-помічник Львівської архиєпархії УГКЦ, під час свого пастирського візиту до парафії Воскресіння ГНІХ звершив Архиєрейську Божественну Літургію та Чин освячення престолу..
18 квітня 2017 р. Церква Воскресіння Господнього відзначила 175 років з дня освячення. Парох храму Воскресіння митрофорний протоієрей Петро Паньків у співслужінні із Преосвященним владикою Венедиктом та деканом Винниківського протопресвітерату протоієреєм Іваном Духничем провели урочисту літургію з нагоди 175-ліття храму. Привітали прихожан та священнослужителів вихованці дитячої катехитичної школи при храмі Воскресіння Господнього та міський голова Винник Володимир Квурт..

## Світлини

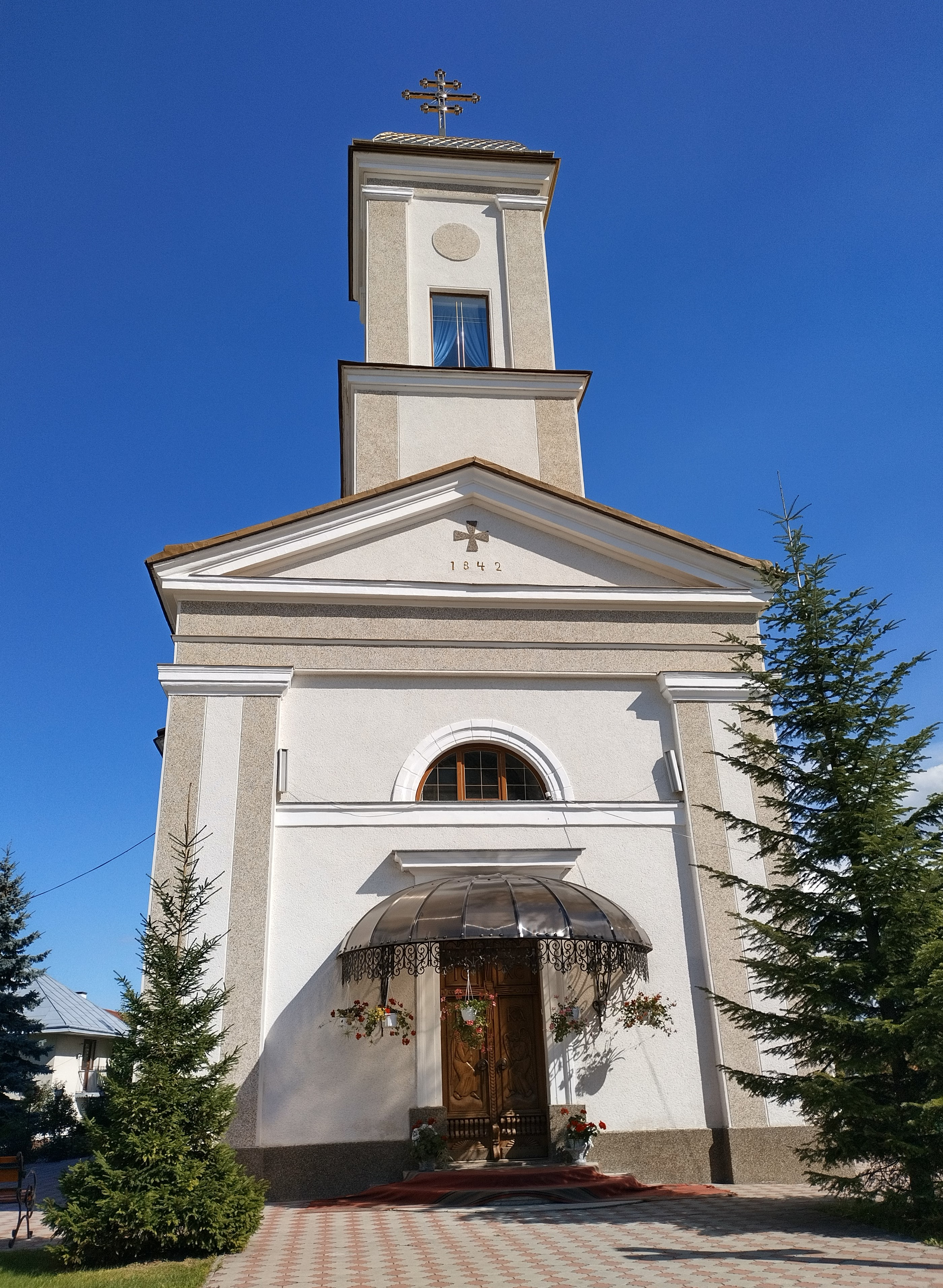
Головний фасад
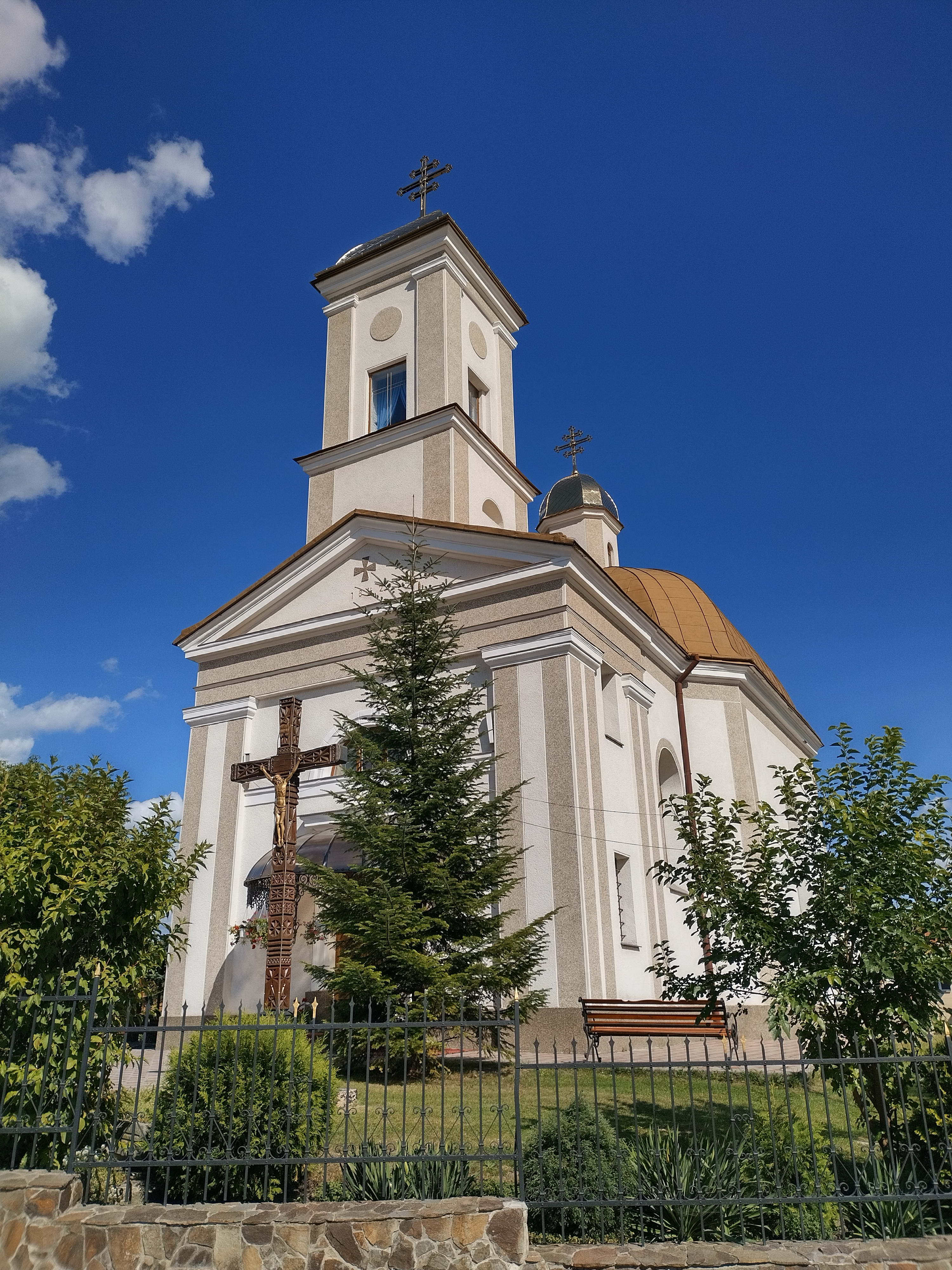
Кут церкви